# Горњи Фагету (Бакау)
Горњи Фагету (рум. Făgetu de Sus) насеље је у Румунији у округу Бакау у општини Гимеш-Фађет. Oпштина се налази на надморској висини од 868 m.

## Становништво
Према подацима из 2002. године у насељу је живело 299 становника.

### Попис2002.
| Расподела становништва по националности 2002.‍ | Расподела становништва по националности 2002.‍ | Расподела становништва по националности 2002.‍ | Расподела становништва по националности 2002.‍ | Расподела становништва по националности 2002.‍ |
| --------------------------------------------- | --------------------------------------------- | --------------------------------------------- | --------------------------------------------- | --------------------------------------------- |
|                                               |                                               |                                               |                                               |                                               |
| Румуни                                        | Румуни                                        |                                               | 53                                            | 17,7%                                         |
| Мађари                                        | Мађари                                        |                                               | 246                                           | 82,3%                                         |